# RG-31 Nyala
Pour les articles homonymes, voir Nyala (homonymie).

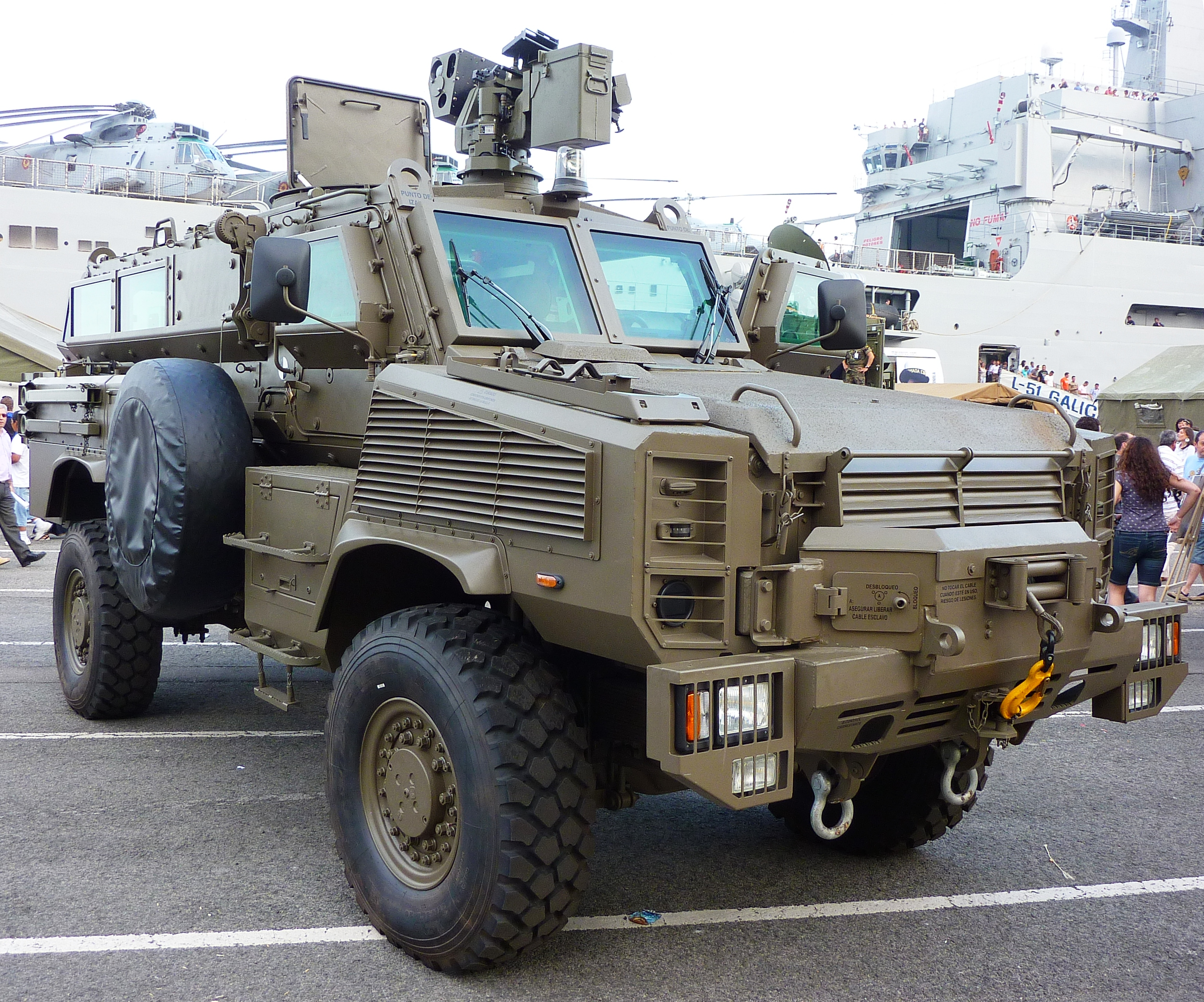
Un RG-31 Mk.5E Nyala de l'armée de terre espagnole.

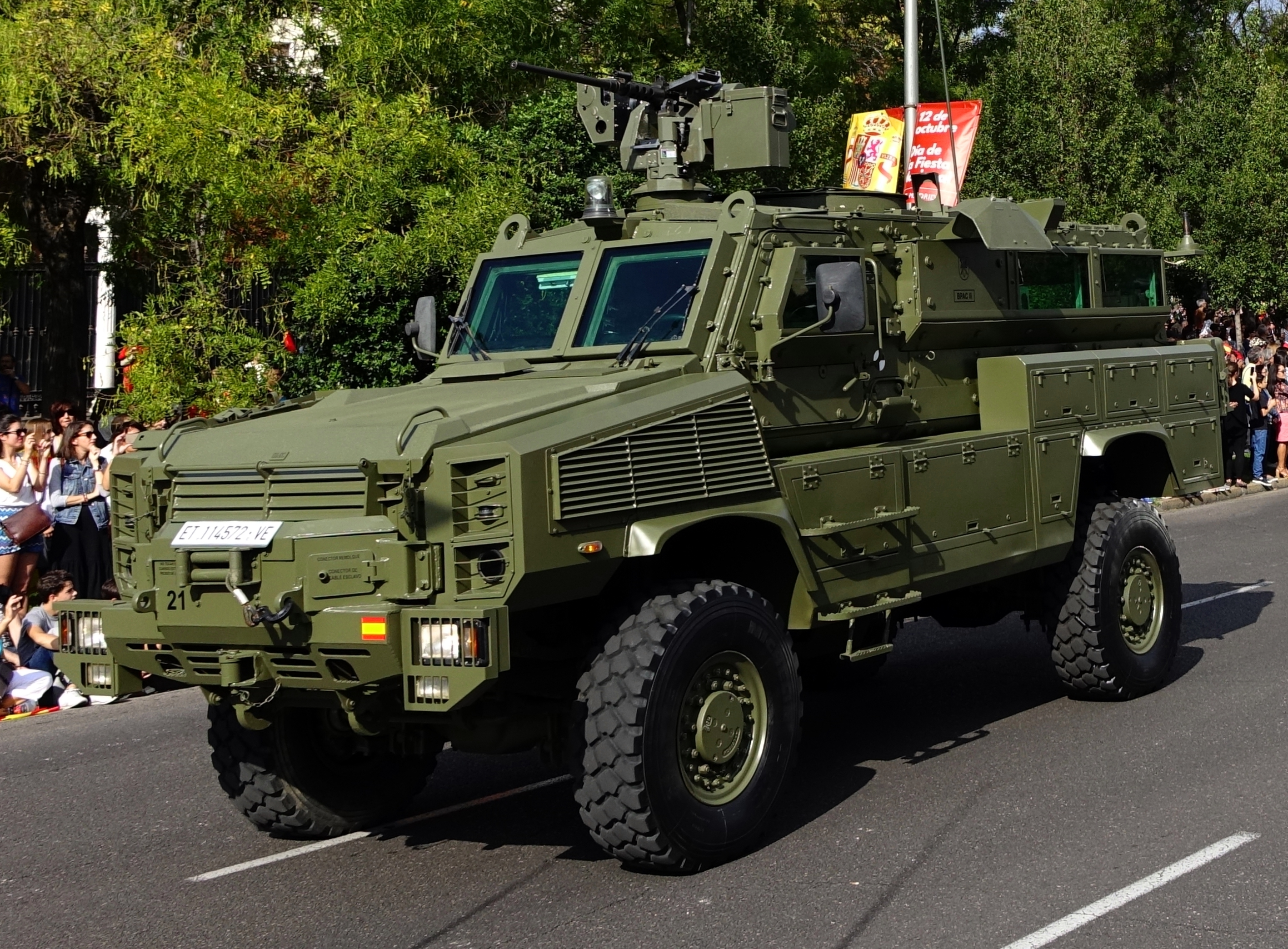

Le RG-31 Nyala est un véhicule de transport de troupes blindé à roues 4x4 fabriqué et exporté par BAE Systems Land Systems South Africa installé en Afrique du Sud. Sa spécificité est de résister aux mines et aux engins explosifs improvisés, il connait un succès mondial depuis qu'il a été adopté par les Américains et leurs alliés pour leurs guerres en Irak et Afghanistan. Il tire son nom de l'antilope nyala.

## Histoire
La technologie du Nyala a été mise au point par l'Afrique du Sud lors de ses longues guerres en Angola et en Namibie, basé sur le Mamba VBTT, le véhicule est un dérivé des Casspir, Buffel et Ratel. Il est en cours de remplacement sur les chaines de production par le RG-32 Scout.

## Économie
De 2006 à 2010, 2 500 Nyalas ont été exportés par l'Afrique du Sud dont 2 000 pour l'armée américaine. 12 ont été vendus en 2013.

## Utilisateurs
Chiffres de 2024.
- Afrique du Sud
- Burundi - 12 RG-31 Nyala
- Canada
- Colombie - 4 RG-31 Nyala
- Côte d'Ivoire - Au moins 5 RG-31 en dotation dans la gendarmerie.
- Chili
- Émirats arabes unis - 96 RG-31 Mk3A modifiés
- Espagne - armée de terre espagnole, 150 en dotation sur les 180, la plupart comme véhicule de transport de troupes et certains comme véhicule de reconnaissance équipé d'un mat télescopique avec système Gecko[4].
- Mali - En dotation dans la gendarmerie et la garde nationale.
- Qatar
- Rwanda - 40 RG-31 Nyala
- Somalie - Nombre inconnu

 États-Unis
Nations unies
30 RG-31 Nyala.djibouti
 République démocratique du Congo
50 RG-31 commandés en et acheminés en RDC en 2023.[réf. nécessaire]